# The Party Ain't Over Yet (DVD)
The Party Ain't Over Yet – 40 Years of Status Quo è un doppio DVD pubblicato dal gruppo inglese Status Quo nel 2005.

## Il DVD
Il lavoro viene realizzato in occasione del quarantesimo anniversario dal primo incontro tra i due chitarristi nonché membri storici del gruppo Francis Rossi e Rick Parfitt, e segue l'uscita dell'omonimo album pubblicato due mesi prima, nel settembre del 2005.
Il primo DVD contiene la storia musicale della band sin dalle origini raccontata dagli stessi componenti del gruppo - corredata da sottotitoli anche in lingua italiana - con l'intercalare di immagini, foto rare e filmati anche inediti.
Nel secondo sono invece inclusi molti promo-video (parecchi dei quali mai visti prima), spettacoli dal vivo e, soprattutto, alcuni straordinari brani tratti dal “The Night of the Proms” tour, con la band che si esibisce dal vivo in tournée per il Nord Europa con l'accompagnamento di una orchestra sinfonica di 72 elementi, nell'autunno del 1999.
Il prodotto va al terzo posto delle classifiche inglesi.

## Tracce

### Tracce disco 1
1. Documentario - Storia della band - 1 h. 18 min. -

### Tracce disco 2
1. Technicolour Dreams (promo 1968)
2. Down the Dustpipe (promo 1970)
3. Tune to the Music (promo 1971)

Live at Wembley Empire Pool 1974:
1. Big Fat Mama
2. Backwater
3. Just Take Me
4. Roll Over Lay Down
5. Don't Waste My Time

Live at Birmingham N.E.C. 1982:
1. Forty-Five Hundred Times
2. Someone Show Me Home (promo 1978)
3. Let Me Fly (promo 1978)
4. Burning Bridges (promo 1988)

Live Night of the Proms 1999:
1. Whatever You Want
2. In the Army Now
3. Rocking All Over the World

Quo on the Street - 30 min. -
Out-takes: 18 min.

## Formazione
- Francis Rossi (chitarra solista, voce)
- Rick Parfitt (chitarra ritmica, voce)
- Andy Bown (tastiere, chitarra, armonica a bocca, cori)
- John 'Rhino' Edwards (basso, voce)
- Matt Letley (percussioni)